# Cerberilla bernadettae
Cerberilla bernadettae is een slakkensoort uit de familie van de Aeolidiidae. De wetenschappelijke naam van de soort is voor het eerst geldig gepubliceerd in 1965 door Tardy.